# Murad III.
Murad III. (4. července 1546, Manisa či Bozdağan – 15. či 16. ledna 1595, palác Topkapi, Istanbul, Osmanská říše, česky zastarale též Murat či Amurat) byl osmanským sultánem od roku 1574 až do své smrti. Murad III. začal svou vládu tím, že nechal uškrtit svých pět mladších bratrů. Jeho vláda byla silně ovlivňována intrikami harému, zejména podléhal své matce Nurbanu Sultan a později také své hlavní ženě Safiye Sultan.
Podobně jako jeho otec Selim II. aktivně nevládl, prakticky veškeré výkonné pravomoci za něj ze začátku jeho vládnutí prováděl schopný velký vezír Mehmed Paša Sokolović, který byl dosazen již za vlády jeho dědečka Sulejmana I. Sám Murad III. však neměl velkou důvěru k tomuto velkovezírovi a ani nelitoval jeho zavraždění v roce 1579. Jeho panování poznamenaly války s Habsburky a Safíovci, osmanský hospodářský pokles a rozklad institucí. Zároveň byl ale i velkým příznivcem umění, zvláště miniatur a knih.
Zajímavostí je jeho diplomatická spolupráce a korespondence s anglickou královnou Alžbětou I., zejména díky společnému nepřátelství ke katolickému Španělsku. Dokonce se uvažovalo o úzkém spojenectví při anglo-španělské válce.

## Ve fikci
- Murada ztvárnil rumunský herec Colea Răutu v historickém velkofilmu Poslední křížová výprava.
- Historický román Orhana Pamuka Benim Adım Kırmızı (Jmenuji se Červená, 1998) se odehrává na dvoře Murada III. během devíti zasněžených zimních dnů roku 1591, které autor využívá k vyjádření napětí mezi Východem a Západem. Murad není v knize konkrétně jmenován a je označován pouze jako „Náš sultán“.
- Porodní bába z harému od Roberty Richové –⁠⁠⁠⁠⁠⁠ historická fikce odehrávající se v Konstantinopoli (1578), která sleduje Hannu, porodní bábu, jež se stará o mnoho žen v harému sultána Murada III.
- V televizním seriálu Velkolepé století z roku 2011 ztvárnil Murada III. turecký herec Serhan Onat.